# Safareig de Vila-sacra
El Safareig de Vila-sacra és una obra de Vila-sacra (Alt Empordà) inclosa a l'Inventari del Patrimoni Arquitectònic de Catalunya.

## Descripció
Safareig situiat a l'antiga carretera de Figueres a Roses, actualment ubicat a la cantonada d'un parc.És un safareig d'obra popular en planta poligonal. Presenta una columna de base rectangular al centre de l'aigua com a punt de suport de la coberta, que abasta més que tota l'àrea del safareig. A part de la central, una columna a cada angle col·labora en la sustentació de la coberta i hi ha a més altres columnes que, col·locades als extrems de la coberta contribueixen també a emmarcar el safareig. La coberta està realitzada en fusta a manera d'enteixinat. Fortes bigues de secció rectangular articulen en diversos cassetons triangulars la coberta que presenta divisions horitzontals a partir de bigues en quatre parts, que del centre del safareig fins als extrems són cada cop més amples. El safareig no està adossat a cap altre edifici.